# Guldbagge 1979

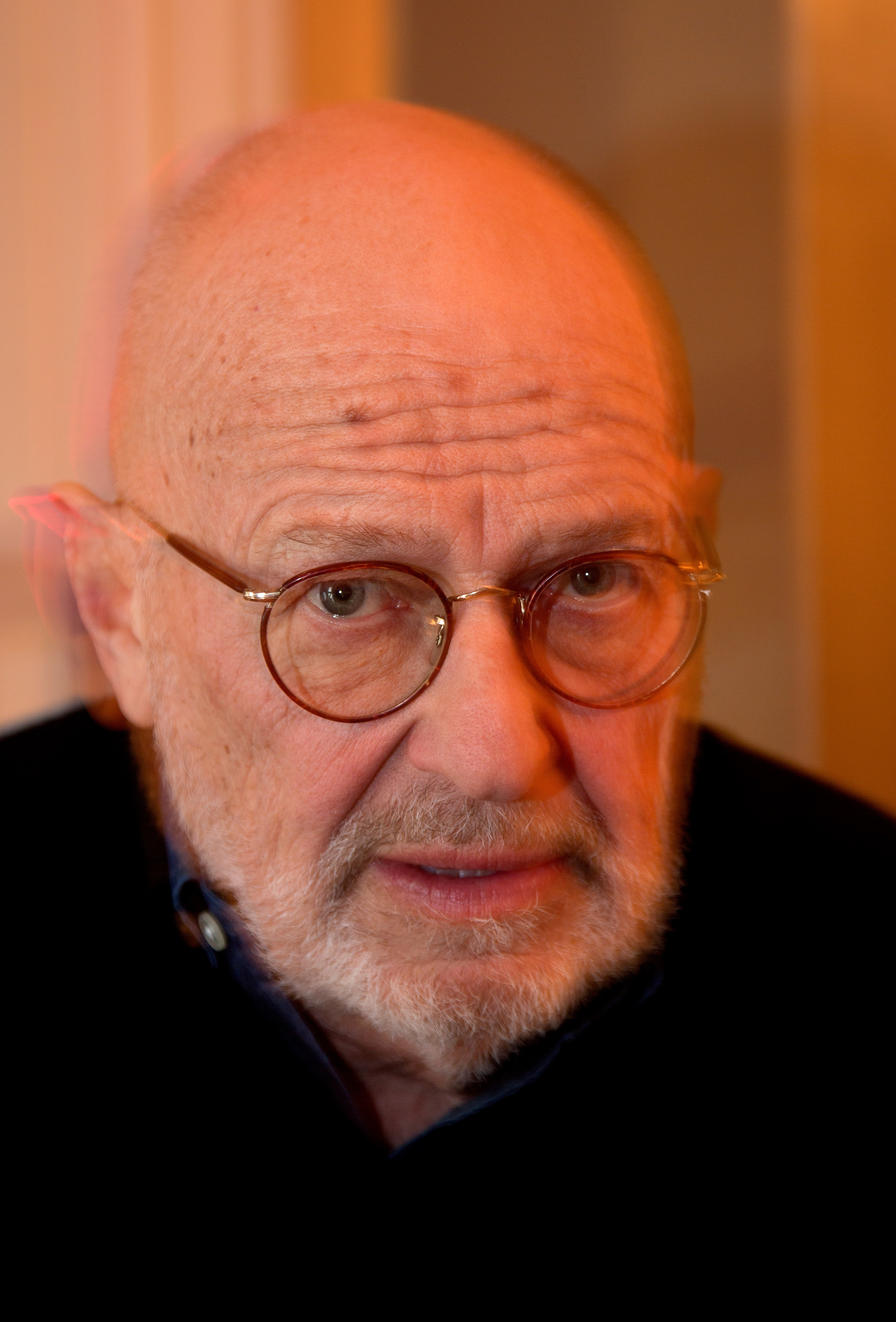
Stefan Jarl vinse il premio al miglior film e come miglior regista

La 15ª edizione del Premio Guldbagge, che ha premiato i film svedesi del 1978 e del 1979, si è svolta a Stoccolma il 24 settembre 1979.

## Vincitori
Miglior film
- Ett anständigt liv, regia di Stefan Jarl

Miglior regista
- Stefan Jarl - Ett anständigt liv

Miglior attrice
- Sif Ruud - En vandring i solen

Miglior attore
- Anders Åberg - Kejsaren

Premio Speciale
- Keve Hjelm per la serie televisiva Godnatt, jord

Premio Ingmar Bergman
- Lars Karlsson